# Валя-Маре (Івенешть, Васлуй)
Валя-Маре (рум. Valea Mare) — село у повіті Васлуй в Румунії. Входить до складу комуни Івенешть.
Село розташоване на відстані 270 км на північний схід від Бухареста, 18 км на захід від Васлуя, 55 км на південь від Ясс, 143 км на північ від Галаца.

## Населення
За даними перепису населення 2002 року у селі проживали 530 осіб.
Національний склад населення села:
| Національність | Кількість осіб | Відсоток |
| -------------- | -------------- | -------- |
| румуни         | 503            | 94,9%    |
| цигани         | 27             | 5,1%     |

Рідною мовою назвали:
| Мова      | Кількість осіб | Відсоток |
| --------- | -------------- | -------- |
| румунська | 522            | 98,5%    |
| циганська | 8              | 1,5%     |